# Aeródromo El Tuquí
El Aeródromo El Tuquí (OACI: SCOV) es un terminal aéreo ubicado a 6 kilómetros al noreste de la ciudad de Ovalle, en la Provincia de Limarí en Chile. Este aeródromo es de carácter público y es administrado por el Club Aéreo de Ovalle.

## Historia
Durante gran parte del siglo XX el terminal aéreo sirvió como escala para los aviones que se dirigían desde Santiago hacia el norte y viceversa. La Línea Aeropostal Santiago-Arica, desde su creación en 1929, realizaba escalas en El Tuquí.
En septiembre de 1931 el aeródromo sirvió como lugar de concentración para los aviones de la Fuerza Aérea Nacional que atacaron a la Escuadra chilena sublevada en el puerto de Coquimbo.
Entre 1998 y 1999 el Ministerio de Obras Públicas realizó obras de mejoramiento en el aeródromo.